# Јужна Кореја на Светском првенству у атлетици на отвореном 2022.
Јужна Кореја је учествовала на 18. Светском првенству у атлетици на отвореном 2022. одржаном у Јуџину  од 15. до 25. јула осамнаести пут, односно учествовала је на свим првенствима до данас. Репрезентацију Јужне Кореје представљала су 3 такмичара који су се такмичили у 3 дисциплине.,
На овом првенству Јужна Кореја је по броју освојених медаља делио 33. место са 1 освојеном медаљом (сребро). У табели успешности према броју и пласману такмичара који су учествовали у финалним такмичењима (првих 8 такмичара) Јужна Кореја је са 1 учесником у финалу делила 47. место са 7 бодова.
| Плас. | Земља        | 1. место | 2. место | 3. место | 4. место | 5. место | 6. место | 7. место | 8. место | Бр. фин. | Бод. |
| ----- | ------------ | -------- | -------- | -------- | -------- | -------- | -------- | -------- | -------- | -------- | ---- |
| =47.  | Јужна Кореја | 0        | 1        | 0        | 0        | 0        | 0        | 0        | 0        | 1        | 7    |

## Учесници
Мушкарци:
- Joohan Oh — Маратон
- Byeongkwang Choe — 20 км ходање
- Sanghyeok Woo — Скок увис

## Освајачи медаља

### Сребро (1)
- Sanghyeok Woo — Скок увис

## Резултати

### Мушкарци
| Атлетичар        | Дисциплина   | Лични рекорд | Квалификације | Квалификације | Полуфинале | Полуфинале | Финале            | Финале            | Детаљи |
| Атлетичар        | Дисциплина   | Лични рекорд | Резултат      | Место         | Резултат   | Место      | Резултат          | Место             | Детаљи |
| ---------------- | ------------ | ------------ | ------------- | ------------- | ---------- | ---------- | ----------------- | ----------------- | ------ |
| Joohan Oh        | Маратон      | 2:05:13      |               |               |            |            | Није завршио трку | Није завршио трку |        |
| Byeongkwang Choe | 20 км ходање | 1:20:29      | 1:28:56       | 34 / 43 (45)  |            |            |                   |                   |        |
| Sanghyeok Woo    | Скок увис    | 2,35         | 2,28 кв       | 1. у гр. А    |            |            | 2,35 =НР, =ЛР     |                   |        |